# Yuri Lowenthal
Yuri Lowenthal (født 5. marts 1971) er en amerikansk stemmeskuespiller, producer og manuskriptforfatter kendt for sit arbejde inden for tegnefilm, anime og videospil. Nogle af hans fremtrædende roller i tegnefiok og anime inkluderer Sasuke Uchiha i Naruto, teenageren Ben Tennyson i Ben 10, Neil i Camp Camp, Jinnosuke i Afro Samurai, Simon i Gurren Lagann og Suzaku Kururugi i Code Geass . I videospil giver han stemme til Lorath Nahr i Blizzard Entertainments Diablo III, The Prince i Ubisofts Prince of Persia, Hayate/Ein i Dead or Alive, Matt Miller i Saints Row: The Third and Saints Row IV og Peter Parker / Spider-Man i forskellige videospil forbundet med karakteren, især inkarnationen i Marvel's Spider-Man- serien af Insomniac Games .